# Il grande botto (film 1944)
Il grande botto (The Big Noise) è un film del 1944 con Stan Laurel e Oliver Hardy diretto da Malcolm St. Clair.

## Trama
Stanlio e Ollio sono custodi di un'agenzia investigativa. Una sera, un inventore strampalato, Alva P. Hartley, riceve una finta telefonata dal dipartimento della guerra (in realtà la chiamata proviene dal dispettoso figlioletto) che lo informa del loro interessamento per una sua invenzione; una bomba ad alto potenziale esplosivo da lui appunto chiamata "il grande botto". L'accordo è quello di recarsi il prima possibile a Washington con lo scopo di brevettare l'invenzione. Temendo di avere alle costole delle spie interessate ad impossessarsene, Hartley decide di ingaggiare due detective in grado di custodire la bomba. Fingendosi i detective che Hartley avrebbe dovuto assumere, Stanlio e Ollio colgono al volo l'occasione.

## Produzione
Il grande botto è il quinto di sei lungometraggi con Stanlio e Ollio girati alla 20th Century Fox e alla MGM nel corso degli anni '40. Durante la produzione del film, Stan Laurel disse a un intervistatore che gli sforzi sono stati compiuti per sostenere gli statunitensi durante la Seconda guerra mondiale: "Con l'inizio della guerra abbiamo tagliato fuori inseguimenti automobilistici e spreco di cibo, e con Il grande botto abbiamo deciso di eliminare tutte le gag che potrebbero rimandare alla guerra e alla distruzione"
In questo film vennero utilizzate molte gag usate in precedenza in altre pellicole tra cui: Concerto di violoncello (Berth Marks), Blue Boy, un cavallo per un quadro (Wrong Again), Venti anni dopo (Block-Heads) e I diavoli volanti (The Flying Deuces).
Stan Laurel inoltre aveva provato a convincere il produttore del film a cambiare la scena riciclata da Concerto di violoncello: la sua intenzione era quella di ambientarla in un aereo in cui, in un momento di turbolenza, la coppia veniva fatta sobbalzare dalla cuccetta, rendendo la gag più divertente di quella del treno, ma dopo che la sua richiesta fu respinta si decise di aggiungere alla scena l'attore Jack Norton come loro compagno di cuccetta.

## Accoglienza

### Critica
Il grande botto è stato accolto con giudizi duri quando uscì. Bosley Crowther, scrivendo per il New York Times, affermò che "ha tanto senso dell'umorismo, come un buco di due metri sotto terra". Crowther riguardo all'età avanzata del duo scrisse: "Una volta, tanto tempo fa, era divertente vederli all'opera con la vernice fresca e letti pieghevoli ma ora sembra noioso e patetico".
Variety ha fatto eco a Crowther affermando che "le situazioni comiche del film erano adatte nella loro epoca e quindi non ai giorni nostri e considerata la loro non più giovane età".
Nel corso degli anni, Il grande botto si è guadagnato la cattiva considerazione di studiosi di Laurel e Hardy. William K. Everson ha affermato che il film "affonda a un livello basso" e ha respinto il finale sull'aereo come "pallido e noioso". Leonard Maltin affermò che il film è "non solo poco divertente, ma per chiunque ami Laurel e Hardy, molto triste". Tuttavia, negli ultimi anni, l'opinione critica nei confronti del film si è leggermente addolcita in alcuni ambienti, con studiosi e appassionati della coppia che affermano che i loro film successivi possono essere considerati inferiori a questo.

## Curiosità
- Il film non risulta essere uscito all'epoca al cinema in Italia, ma fu doppiato da Enzo Garinei e Giorgio Ariani per la Rai negli anni ottanta.
- Nel 1978 il film è stato inserito nella lista dei 50 peggiori film di sempre nel libro The Fifty Worst Films of All Time.